# بخش والنوت (شهرستان پیک وی، اوهایو)
بخش والنوت (به انگلیسی: Walnut Township) یک منطقهٔ مسکونی در ایالات متحده آمریکا است که در شهرستان پیکوای، اوهایو واقع شده‌است.
 بخش والنوت ۱۰۵٫۹ کیلومتر مربع مساحت و ۲٬۴۲۸ نفر جمعیت دارد و ۲۴۴ متر بالاتر از سطح دریا واقع شده‌است.